# La Chapelle-Montmoreau
La Chapelle-Montmoreau é uma comuna francesa na região administrativa da Nova Aquitânia, no departamento Dordonha. Estende-se por uma área de 7,91 km². Em 2010 a comuna tinha 71 habitantes (densidade: 9 hab./km²).